# L'Ange de Nisida
L’Ange de Nisida est un opera semiseria en quatre actes du compositeur italien Gaetano Donizetti, sur un livret d'Alphonse Royer et Gustave Vaëz.

## Historique
Des passages musicaux proviennent d'Adelaide, un projet inachevé de 1834 dont le livret était inspiré de l'opéra de Giovanni Pacini et Gaetano Rossi Adelaide e Comingio (1817). Le livret de L’Ange de Nisida contient, quant à lui, des éléments de la pièce Les Amants malheureux, ou le Comte de Comminges (1790) de Baculard d'Arnaud.
Parce que l'intrigue impliquait la maîtresse d'un roi de Naples, et pouvait donc causer des difficultés avec la censure italienne, Donizetti décida de faire représenter son opéra en France. Il travailla sur la partition à la fin de 1839 (la dernière page du manuscrit date du 27 décembre), parallèlement à La Fiancée du Tyrol, une adaptation de Il furioso all'isola di San Domingo (1833). Les répétitions débutèrent en février 1840 mais la troupe du théâtre de la Renaissance d'Anténor Joly, qui se produisait salle Ventadour et devait créer l’œuvre, fit faillite et l'opéra ne fut jamais représenté. Le projet de La Fiancée fut également abandonné.
Donizetti réutilisa de ce fait de nombreux passages de sa partition en septembre 1840 pour sa nouvelle œuvre, La Favorite, créée en décembre de la même année sur un livret remanié par Eugène Scribe.
Le 18 juillet 2018, la première de l'Ange de Nisida a lieu à Londres, au Royal Opera House associé à l'Opera Rara, avec Mark Elder comme chef d'orchestre et Joyce El-Khoury dans le rôle de Sylvia, rôle-titre. Pendant huit ans, la partition est reconstituée par la musicologue Candida Mantica, à partir de pages découvertes à la Bibliothèque Nationale de France, dispersées dans 18 dossiers différents et d'archives en Europe et aux États-Unis. Elle reconnaît environ 470 page manuscrites de l'opéra, écrites par Donizetti.

## Argument
La scène est à Naples et à Nisida, en 1470. Leone de Casaldi, soldat en exil, voyage en dehors de Naples, vers l'île de Nisida, alors que cela lui est interdit. Il veut voir Sylvia, dont il est amoureux, et dont il ne connait rien, à part son statut (la noblesse). Pendant son séjour à Nisida, Leone rencontre Don Gaspar, chambellan du roi Fernand de Naples, qui le convainc de faire lever son exil. Leone et Sylvia se rencontrent à Naples, alors que Leone découvre l'identité de Sylvia (Sylvia de Linares, maîtresse du roi). Elle lui déclare son amour, mais le supplie de l'abandonner, ainsi que ses projets à Naples, ce qu'il refuse. Le roi le découvre, et ordonne à Don Gaspar de l'arrêter et de l'emprisonner.
Le roi demande à Sylvia de l'épouser ; cependant, des agents de Rome ont comploté pour la bannir de Naples. Lorsqu'il lui propose d'accorder tout souhait, Sylvia demande que Leone soit libéré. Un moine apparaît, menaçant de bannir Sylvia si elle reste maîtresse du roi, d'après la bulle papale. Le roi et don Gaspar complotent pour que Leone soit libéré et le marient à Sylvia, bien que Leone soit renvoyé et que Sylvia reste la maîtresse du roi. Leone et Sylvia se marient, mais quand Leone découvre le complot, il casse son épée devant le roi et part, escorté par le moine.
Leone s'apprête à prononcer ses vœux de moine lorsque Sylvia apparaît, l'ayant suivi déguisée en novice. Elle lui demande pardon : se rendant compte de ses sentiments, il choisit de fuir avec elle. Cependant, Sylvia meurt devant lui malgré les appels à l'aide de Leone.

## Distribution
D'après une lettre à son ami proche Tommaso Persico, Donizetti a l'intention de donner le rôle titre à la chanteuse soprano Juliette Bourgeois.
| Rôle                                | Typologie vocale | Correspondance avec La Favorite |
| ----------------------------------- | ---------------- | ------------------------------- |
| Don Fernand d'Aragon, roi de Naples | baryton          | Alphonse XI de Castille         |
| Don Gaspar, chambellan du roi       | basse bouffe     | Don Gaspar                      |
| la comtesse Sylvia de Linares       | soprano          | Léonor                          |
| Leone de Casaldi                    | ténor            | Fernand                         |
| Le moine                            | basse            | Balthasar                       |